# Аланд Роман Робертович
Роман Робертович Аланд (нар. 18 квітня 1928, Нарва — пом. 27 жовтня 1978) — капітан рибальського бота, Герой Соціалістичної Праці.

## Біографія
Народився 18 квітня 1928 року в місті Нарві (нині Естонія). Естонець. У 1950 році закінчив Талліннське морехідне училище за спеціальністю «судноводіння». Працював штурманом у Мурманську. Протягом 1950—1953 років проходив строкову службу у Військово-морському флоті СРСР.
У 1953—1956 роках працював капітаном траулера Нарвського рибкомбінату у місті Нарві, а у 1956—1959 роках — капітаном рибальського судна. Член КПРС з 1958 року. У 1959—1971 роках — капітан сталевого тралового бота № 7221 рибальського колгоспу «Жовтень» у селищі Нарва-Пикуу. Керований ним екіпаж щорічно здавав державі понад 300 центнерів риби понад план. Указом Президії Верховної Ради СРСР від 7 липня 1966 року за видатні успіхи, досягнуті у виконанні завдань семирічного плану з видобутку риби та виробництва рибної продукції, Роману Аланду присвоєно звання Героя Соціалістичної Праці з врученням ордена Леніна (№ 379 625) та золотої медалі «Серп і Молот» (№ 12 436).
З 1971 року — голова рибальського колгоспу «Жовтень». Обирався депутатом Верховної Ради Естонської РСР 7-го скликання (1967—1971). Також двічі, з 1965 року, обирався депутатом Нарвської міської ради депутатів трудящих. Жив у місті Нарві. Помер 27 жовтня 1978 року. Похований у Нарві на цвинтарі Ріігікюла.